# San Josecito de Alajuelita
San Josecito es un distrito del cantón de  Alajuelita, en la provincia de San José, de Costa Rica.

## Ubicación
Se ubica en el centro del cantón y limita al noreste con el distrito de San Felipe, al sur y oeste con el distrito de San Antonio, al este con el distrito de Concepción y al noreste con el distrito de Alajuelita.

## Geografía
San Josecito cuenta con un área de 2,37 km² y una altitud media de 1200 m s. n. m.

## Demografía
Para el año 2022, San Josecito cuenta con una población estimada de 9925 habitantes, y para el último censo efectuado, en 2011, San Josecito contaba con una población de 10 506 habitantes.

## Localidades
- Barrios: Aguilar Machado, Castillo, Cochea, El Alto, El Mango, Esquipulas (comparte con San Felipe), Faro del Suroeste, Filtros, La Chanchera (comparte con Concepción), La Cima, La Linda, Las Vistas, Los Filtros, María Auxiliadora, Palo Campano, Piedras Negras, Pueblo Escondido, San Josecito (centro), Tejar (comparte con Concepción), Vistas de Alajuelita.

## Cultura

### Educación
Ubicadas propiamente en el distrito de San Josecito se encuentran los siguientes centros educativos:
- Escuela de Calle El Alto
- Escuela Ismael Coto Fernández
- Escuela de Los Filtros

## Transporte

### Carreteras
Al distrito lo atraviesan las siguientes rutas nacionales de carretera:
- Ruta nacional 105
- Ruta nacional 217

## Concejo de distrito
El concejo de distrito del distrito de San Josecito vigila la actividad municipal y colabora con los respectivos distritos de su cantón. También está llamado a canalizar las necesidades y los intereses del distrito, por medio de la presentación de proyectos específicos ante el Concejo Municipal. La presidenta del concejo del distrito es la síndica propietaria del partido Nueva Generación, Jennifer Tatiana Rodríguez Aguilar.
El concejo del distrito se integra por:
| #                       | Partido                              | Nombre                             |
| Síndico propietario     | Síndico propietario                  | Síndico propietario                |
| ----------------------- | ------------------------------------ | ---------------------------------- |
| 1                       | Partido Nueva Generación             | Jennifer Tatiana Rodríguez Aguilar |
| Síndico suplente        |                                      |                                    |
| 2                       | Partido Nueva Generación             | Roberto José González Ugarte       |
| Concejales propietarios |                                      |                                    |
| 3                       | Partido Unidad Social Cristiana      | Juan Bautista Mora Ávila           |
| 4                       | Partido Liberación Nacional          | Tania Vanessa Vidal Zúñiga         |
| 5                       | Partido Republicano Social Cristiano | Graciela Cambronero Varela         |
| 6                       | Renovación Costarricense             | Gilberto Rojas Villalobos          |
| Concejales suplentes    |                                      |                                    |
| 7                       | Partido Unidad Social Cristiana      | Luis Álvaro Agüero Chaves          |
| 8                       | Partido Liberación Nacional          | Amanda Sofía Monge Mora            |
| 9                       | Partido Republicano Social Cristiano | Natalia Soto López                 |
| 10                      | Renovación Costarricense             | Marcela Paola Rodríguez Corrales   |